# المحميات الملكية السعودية
المحميات الملكية السعودية؛ هي مساحات جغرافية متوزعة في أنحاء السعودية ذات ملكية عامة، تم تحديدها بأوامر ملكية من ملك المملكة العربية السعودية سلمان بن عبدالعزيز آل سعود في يونيو 2018. وتضم مناطق ذات تنوع أحيائي وجيولوجي ومناخي خصصت لحفظ الموارد الفطرية، وإعادة توطينها في السعودية، وتنشيط السياحة البيئية، والاستمتاع بها وفق أنظمة وتعليمات محددة. ويشرف عليها مجلس ذو استقلال مالي وإداري يسمى مجلس المحميات الملكية برئاسة ولي العهد السعودي الأمير محمد بن سلمان آل سعود. تتوزع هذه المساحات الجغرافية على 8 محميات ملكية ولكل منها مجلس إدارة وجهاز يتمتع بالشخصية الاعتبارية للإشراف على تطويرها.
يهدف تحويل تلك المناطق إلى محميات ملكية إلى تنظيم المحميات بحيث لا تتضرر أملاك المواطنين وقراهم وهجرهم التي تقع ضمن نطاقها، وللحد من الصيد، والرعي الجائر، ومنع الاحتطاب؛ من أجل زيادة الغطاء النباتي وحمايته، وكذلك إنماء البيئة الطبيعية للحيوانات والنباتات والمحافظة عليها. 

## قائمة المحميات الملكية
هذه قائمة المحميات الملكية الثمان في السعودية:
| م | اسم المحمية                             | النطاق الجغرافي                                                         | المساحة                | رئيس مجلس الإدارة                                     |
| - | --------------------------------------- | ----------------------------------------------------------------------- | ---------------------- | ----------------------------------------------------- |
| 1 | محمية الإمام عبد العزيز بن محمد الملكية | محمية روضة خريم والمناطق المجاورة لها                                   | 11300 كيلومتر مربع     | الأمير تركي بن محمد بن فهد بن عبدالعزيز آل سعود       |
| 2 | محمية الإمام سعود بن عبد العزيز الملكية | محمية محازة الصيد                                                       | 2240 كيلومتر مربع      | الأمير عبدالله بن بندر بن عبدالعزيز آل سعود           |
| 3 | محمية الإمام تركي بن عبد الله الملكية   | محمية التيسية والمناطق المجاور لها                                      | 91500 كيلومتر مربع     | الأمير تركي بن محمد بن فهد بن عبدالعزيز آل سعود       |
| 4 | محمية الملك عبدالعزيز الملكية           | محميتي التنهات والخفس والمناطق المجاورة لها                             | 15700 كيلومتر مربع     | الأمير عبدالعزيز بن سعود بن نايف بن عبدالعزيز آل سعود |
| 5 | محمية الملك سلمان بن عبدالعزيز الملكية  | محميات الخنفة، الطبيق وحرة الحرة والمناطق المجاورة لها                  | 130700 كيلومتر مربع    | الأمير عبدالعزيز بن سعود بن نايف بن عبدالعزيز آل سعود |
| 6 | محمية الأمير محمد بن سلمان الملكية      | المنطقة الواقعة بين مشروع نيوم ومشروع البحر الأحمر والعلا               | 16000 كيلومتر مربع     | الأمير محمد بن سلمان آل سعود                          |
| 7 | محمية الملك خالد الملكية                | منتزه الثمامة                                                           | 720 كيلومتر مربع       | الأمير تركي بن محمد بن فهد بن عبدالعزيز آل سعود       |
| 8 | محمية الإمام فيصل بن تركي الملكية       | منطقة عسير - منطقة جازان - منطقة مكة المكرمة - المياه الاقليمية للمملكة | 30,152.7 كيلو متر مربع | الأمير تركي بن طلال بن عبدالعزيز آل سعود              |

## مجلس المحميات الملكية
يتكون «مجلس المحميات الملكية» برئاسة ولي العهد السعودي الأمير محمد بن سلمان بن عبدالعزيز آل سعود، وعضوية كل من:
1. الأمير تركي بن محمد بن فهد بن عبدالعزيز آل سعود.
2. الأمير محمد بن عبدالرحمن بن عبدالعزيز آل سعود.
3. الأمير عبدالعزيز بن سعود بن نايف بن عبدالعزيز آل سعود.
4. الأمير عبدالله بن بندر بن عبدالعزيز آل سعود.
5. الأمير بدر بن عبدالله بن محمد بن فرحان آل سعود.
6. وزير البيئة والمياه والزراعة

بالإضافة إلى اثنين من ذوي الاختصاص.

## المستهدفات الاستراتيجية لعام 2030 للمحميات الملكية
في 30 أغسطس 2023، أعلن الأمير محمد بن سلمان، ولي العهد رئيس مجلس المحميات الملكية اعتماد المجلس المستهدفات الاستراتيجية لعام 2030 للمحميات الملكية، والتي تدعم الاستراتيجيات الشاملة للمحميات الملكية، وتركز على حماية الحياة الفطرية وأنشطة التشجير وتعزيز السياحة البيئية وتوفير فرص العمل.
وتسهم المستهدفات المعتمدة للمحميات الملكية في دعم جهود المملكة في الاستدامة والحفاظ على البيئة عبر المساهمة في أهداف مبادرة السعودية الخضراء في حماية 30% من المناطق البرية والبحرية في المملكة بحلول عام 2030، حيث تشكّل المحميات السبع 13.5% من إجمالي مساحة المملكة العربية السعودية، بالإضافة إلى المساهمة في مستهدفات زراعة الأشجار في المملكة بما يزيد على 80 مليون شجرة بحلول 2030. ووفق هذه المستهدفات، ستقوم المحميات الملكية بحماية وإعادة توطين أكثر من 30 نوعاً من الحيوانات المحلية المعرضة للخطر والمهددة بالانقراض وستسهم في توفير العديد من فرص العمل المباشرة وغير المباشرة للمجتمعات المحلية في المحميات الملكية.